# Гамільтонова система
Гамільтонова система — окремий випадок динамічної системи, що описує фізичні процеси без дисипації. У ній сили не залежать від швидкості.
Гамільтонова система являє собою систему диференціальних рівнянь, які можуть бути записані у формі рівнянь Гамільтона:
{\displaystyle {\dot {p}}_{i}=-{\frac {\partial H}{\partial q_{i}}},~{\dot {q}}_{i}={\frac {\partial H}{\partial p_{i}}},~i={\overline {1,N}}}
де {\displaystyle H=H(q,p,t)} — функція Гамільтона, яка зазвичай має сенс енергії системи.
У загальному випадку гамільтонову систему на 2N-вимірному просторі можна задати, визначивши дужку Пуассона для будь-яких пар функцій {\displaystyle f} і {\displaystyle g}, що задовольняє властивостям невиродженості, білінійності і кососиметричності, а також тотожності Якобі.
{\displaystyle \{{\mathcal {f}}f,g{\mathcal {g}}\}=\sum \limits _{i,k=1}^{2N}w^{ik}(x){\frac {\partial f}{\partial x_{i}}}{\frac {\partial g}{\partial x_{k}}}}
Гамільтонові системи є предметом вивчення гамільтонової механіки.